# Polystroma
Polystroma is een geslacht van vlinders van de familie spanners (Geometridae), uit de onderfamilie Larentiinae.

## Soorten
- P. adumbrata Kollar, 1844
- P. steeleae (Prout, 1934)
- P. subspissata Warren, 1897